# Jean-Paul Coche
Jean-Paul Coche, född den 25 juli 1947 i Nice, Frankrike, är en fransk judoutövare.
Han tog OS-brons i herrarnas mellanvikt i samband med de olympiska judotävlingarna 1972 i München.